# بییالان د کامپس
بییالان د کامپس (به اسپانیایی: Villalán de Campos) یک شهرستان در اسپانیا است که در استان وایادولید واقع شده‌است.